# Cephaloziella subtilis
Cephaloziella subtilis là một loài rêu tản trong họ Cephaloziellaceae. Loài này được (Lindenb. & Gottsche) Stephani miêu tả khoa học lần đầu tiên năm 1892.